# Xanthoparmelia tumidosa
Xanthoparmelia tumidosa är en lavart som beskrevs av Hale. Xanthoparmelia tumidosa ingår i släktet Xanthoparmelia och familjen Parmeliaceae.   Inga underarter finns listade i Catalogue of Life.